# Coenaletes caribaeus
Coenaletes caribaeus is een springstaartsoort uit de familie Coenaletidae, die voorkomt in de Caraïben.